# Azotek glinu
Azotek glinu (AlN) – nieorganiczny związek glinu i azotu, półprzewodnik. Cechuje go wyjątkowo duża przerwa energetyczna, która wynosi 6,2 eV, co ma potencjalne zastosowanie w optoelektronice dalekiego ultrafioletu.

## Otrzymywanie
Azotek glinu może być otrzymany w laboratorium poprzez ogrzanie sproszkowanego glinu w atmosferze azotu:
{\displaystyle \mathrm {2\ Al+N_{2}\longrightarrow 2\ AlN} }
Na skalę przemysłową otrzymywany jest poprzez ogrzanie rudy glinu, jak na przykład boksyt, wraz z węglem w strumieniu azotu.